# Елизарова, Маргарита Михайловна
Маргари́та Михайловна Елиза́рова (18 января 1938, Горький — 18 сентября 1978, там же) — советский гебраист. Кандидат исторических наук (21 ноября 1969) . Издано более 10 работ.

## Биография
Родилась 18 января 1938 г. в Горьком (ныне Нижний Новгород), в семье служащего и домохозяйки. В 1956 г. поступила на историко-филологический факультет Горьковского Государственного Университета, который окончила в 1961 г. В 1968 г. была присуждена ученая степень кандидата исторических наук после защиты диссертации на тему «Египетская община терапевтов в свете кумранских рукописей». В 1969 г. на основе кандидатской диссертации была подготовлена и сдана в печать монография «Община терапевтов», увидевшая свет только в 1972 г. Научный сотрудник ленинградского отделения института востоковедения АН СССР (1964—1978).
18 сентября 1978 г. была вынуждена уволиться из ленинградского отделения института востоковедения АН СССР по причине тяжелой болезни, от которой уже не смогла оправиться: она скончалась на своей родине, в Горьком, 13 ноября 1978 г. в возрасте 40 лет.

## Научная работа
Будучи студенткой V курса, М. М. Елизарова успешно защитила дипломную работу по теме «Ессеи в античной традиции», положительный отзыв на которую написал известный кумранист И. Д. Амусин. В том же году она была принята к нему в аспирантуру ЛО ИНА АН СССР по специальности кумранистика. По окончании аспирантуры 16 августа 1965 г. она поступила на работу в ЛО ИНА АН СССР в должности научно-технического сотрудника, в течение некоторого времени занималась научно-технической обработкой рукописей еврейского фонда собрания ЛО ИНА АН СССР.
10 сентября 1965 г. была переведена на должность младшего научного сотрудника в отдел Древнего Востока. 14 марта 1968 г. М. М. Елизаровой была присуждена ученая степень кандидата исторических наук после защиты диссертации на тему «Египетская община терапевтов в свете кумранских рукописей». В 1969 г. на основе кандидатской диссертации была подготовлена и сдана в печать монография «Община терапевтов», увидевшая свет только в 1972 г. и ставшая, пожалуй, главной работой исследовательницы.
В период работы в отделе Древнего Востока М. М. Елизарова подготовила к печати ряд научных статей. Среди них: «Проблема календаря терапевтов» (1966), «Община терапевтов в египетском окружении» (тезисы доклада; 1967), переводы отдельных фрагментов Иосифа Флавия, Филона Александрийского и Ипполита Римского, вышедшие как приложение к работе И. Д. Амусина «Тексты Кумрана. Вып. 1» (1971).
С сентября по декабрь 1971 г. М. М. Елизарова читала спецкурс «Библия и кумранские находки» на кафедре истории древней Греции ЛГУ. С 1971 г. М. М. Елизарова участвовала в деятельности Палестинского Общества, в качестве секретаря она входила в редколлегию «Палестинского Сборника». В этом научном журнале увидели свет статьи исследовательницы: «Сведения о ессеях и терапевтах в „Хронике“ Георгия Амартола» (1974)" и «Об одном неясном месте в „Апокрифе книги Бытия“ (1Q Gen. Ap. XXII, 31)» (1978).
Совместно с коллегами К. Б. Старковой и Е. Н. Мещерской она, по заданию Палестинского Общества, исследовала в 1974—1975 г. караимские памятники Крыма. Результатом этой работы стала статья «Караимская надпись в Чуфут-Кале» (не опубликована) и доклад «А. Фиркович и памятники эпиграфики Крыма», прочитанный на заседании памяти А. Фирковича в ЛО ИВ АН СССР в декабре 1974 г.
С февраля по май 1975 г. М. М. Елизарова читала спецкурс «Идеология Кумранской общины» на историческом факультете ЛГУ.
В 1976 г. М. М. Елизарова по личной просьбе была переведена в Кабинет Ближнего Востока, начиная с этого года исследовательница занималась изучением библейской апокрифической литературы.
В марте 1976 г. М. М. Елизарова подготовила к печати «Апокриф Книги Бытия (введение, перевод, комментарии)» для монографии «Тексты Кумрана. Выпуск 2», которая готовилась к изданию К. Б. Старковой. Она была опубликована только в 1996 г. (третьим соавтором выступил А. М. Газов-Гинзберг).
В период с 1970 по 1976 г. М. М. Елизарова занималась изучением библейских апокрифов и их связью с кумранскими рукописями, она исследовала книгу Еноха в её различных редакциях, Завет 12-ти патриархов, книгу Юбилеев и другие.

## Публикации

#### Отдельные издания
- Кандидатская диссертация: Община терапевтов: (Из истории ессейского общественно-религиозного движения I в. н. э.). — М., 1967. — 225 л. (АН СССР. Институт народов Азии)
- Елизарова М. М. Община терапевтов (из истории ессейского общественно-религиозного движения I в. н.э.). Ответственный редактор И. Д. Амусин. — М.: «Издательство «Наука», Главная редакция восточной литературы. 1972.

#### Разделы в совместных работах
- Тексты Кумрана. Выпуск второй. Введение, перевод с древнееврейского и арамейского и комментарии А. М. Газова-Гинзберга, М. М. Елизаровой и К. Б. Старковой. — СПб.: Центр «Петербургское Востоковедение», 1996. — 440 с. («Памятники культуры Востока»). ISBN 5-85803-021-1

#### Основные статьи
- Елизарова М. М. К вопросу об общине терапевтов // Ученые записки Горьковского ГУ. Серия истории. Вып. 67. 1965. — С. 237—250.
- Елизарова М. М. Из истории общественных движений в Египте I в. н. э. // Письменные памятники и проблемы истории культуры народов Востока. Тезисы докладов I годичной научной сессии ЛО ИНА. Март 1965 года. — Л., 1965. — С. 30—31.
- Елизарова М. М. Проблема календаря терапевтов // [Православный] Палестинский сборник. Выпуск 15 (78): История и филология стран Ближнего Востока. — М.; Л.: Издательство АН СССР, 1966. — С. 107—116.
- Елизарова М. М. Община терапевтов в египетском окружении // Письменные памятники и проблемы истории культуры народов Востока. Тезисы докладов III годичной научной сессии ЛО ИНА. Май 1967 года. — Л., 1967. — C. 50—51.
- Елизарова М. М. Сведения о ессеях и терапевтах в «Хронике» Георгия Амартола // [Православный] Палестинский сборник. Выпуск 25 (88): Культура Ближнего Востока древнего и раннесредневекового времени. — Л.: Наука, Ленинградское отделение, 1974. С. 73—76.
- Елизарова М. М. Об одном неясном месте в «Апокрифе кн. Бытия» (1Q Gen. Ар. XXII, 31) // [Православный] Палестинский сборник. Выпуск 26 (89): Филология и история. — Л.: Наука, Ленинградское отделение, 1978. — С. 133—135.
- Елизарова М. М. Ветхозаветная апокрифическая литература и кумранские находки // [Православный] Палестинский сборник. Выпуск 28 (91): История и культура Ближнего Востока древнего и раннесредневекового времени. — Л.: Наука, Ленинградское отделение, 1986. — С. 62—68.